# Mateus Gandara
Mateus Gandara (* 1986 in Goiânia; † 14. Januar 2015 in Brasília) war ein brasilianischer Zeichner.
Seit seinem 10. Lebensjahr bis zu seinem Tod im Januar 2015 lebte Gandara in Brasília. Ab 2003 besuchte er Zeichenunterricht bei Paulo Faria.
Gandara starb 2015 an Lungenkrebs.
2017 zeigt das Museu Nacional Honestino Guimarães in Brasília eine Retrospektive seines Schaffens unter dem Titel Traço Suspenso: desenhos de Mateus Gandara.